# Posiew moczu

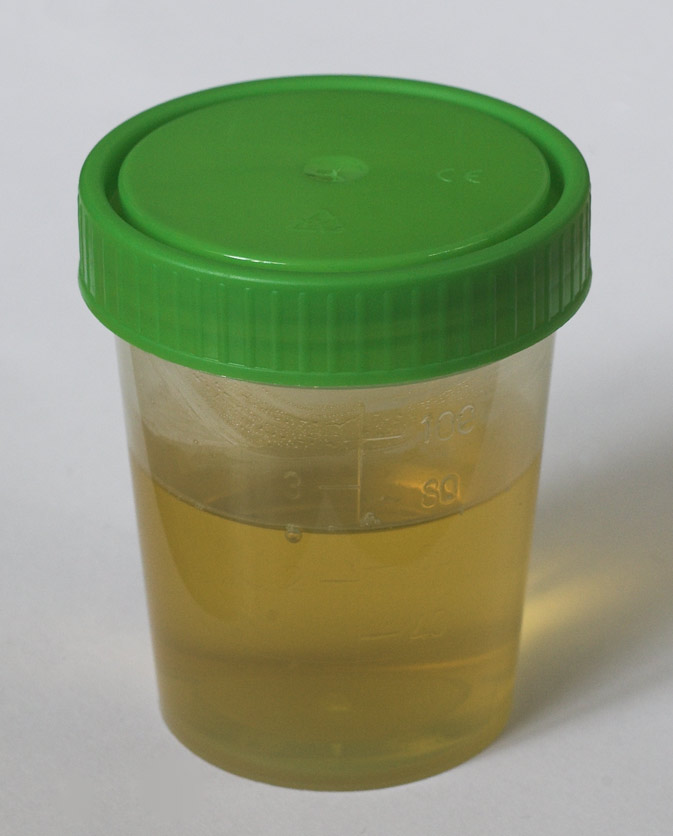
Mocz w pojemniku na badanie bakteriologiczne

Posiew moczu, badanie bakteriologiczne moczu – badanie polegające na posianiu na odpowiedniej pożywce próbki moczu i następnie hodowli celem identyfikacji bakterii i określeniu jej lekowrażliwości, czyli wykonaniu tak zwanego antybiogramu.
Badanie jest wykonywane celem wykrycia bakteriomoczu, który świadczy o istnieniu zakażenia układu moczowego a istnienie tak zwanego znamiennego bakteriomoczu (znamiennej bakteriurii) świadczy o konieczności leczenia.

## Technika oddania moczu do badania
Mocz należy bezwzględnie oddać do sterylnego pojemnika na mocz, który zostanie otwarty bezpośrednio przed oddaniem moczu. Oddanie moczu musi być poprzedzone dokładnym umyciem okolicy narządów płciowych. Do badania oddaje się pierwszy mocz po odpoczynku nocnym (jednak nie jest to warunek konieczny) z tak zwanego środkowego strumienia moczu, czyli pierwszą porcję moczu należy oddać do muszli klozetowej, następną porcję oddaje się (około 10 – 20 mililitrów) do pojemnika. Pozostałą część moczu również oddaje się do muszli klozetowej. Ze względu na konieczność zachowania czystości mikrobiologicznej, zakupiony pojemnik na mocz musi być sterylny, a w czasie jego otwierania i zamykania nie wolno dotykać ścian wewnętrznych pojemnika lub nakrętki. Pojemnik należy następnie zamknąć i w ciągu 2 godzin dostarczyć do laboratorium bakteriologicznego. W przypadku, gdy nie jest to możliwe, pojemnik można przechowywać do kilkunastu godzin w temperaturze 4 °C.
Oddzielnym problemem jest pobranie moczu do badania bakteriologicznego u osób, które nie kontrolują odruchu oddawania moczu (małe dzieci i osoby nieprzytomne).
U dzieci proponowany jest następujący sposób postępowania: po umyciu skóry okolicy krocza i narządów płciowych należy wziąć dziecko na ręce i przytrzymać nogi w odwiedzeniu. Oczekiwanie na mikcję jest najkrótsze po porannym posiłku. Również obowiązuje pobranie środkowego strumienia moczu. Pobieranie moczu do woreczka daje zwykle wyniki nieprawdziwe, wykazujące bakteriomocz i naraża dziecko na niepotrzebną antybiotykoterapię.
Innymi możliwościami uzyskania moczu do badania u dzieci, ale także u osób nieprzytomnych, to cewnikowanie pęcherza moczowego lub nadłonowe nakłucie pęcherza moczowego.
Interpretacja badania:
- bakteriomocz